# جدجد غامق
جدجد غامق (الاسم العلمي: Gryllus opacus) هو نوع من الحشرات يتبع جنس الجدجد من فصيلة الجداجد الحقيقية.